# Sam Jones (musicista)
Samuel Jones, detto Sam (Jacksonville, 12 novembre 1924 – New York, 15 dicembre 1981), è stato un contrabbassista e compositore statunitense di musica jazz.
Occasionalmente anche violoncellista, è stato al contrabbasso un elemento formidabile nelle sezioni ritmiche delle formazioni di Julian “Cannonball” Adderley, di Oscar Peterson e di Cedar Walton.

## Biografia
Nato in una famiglia di musicisti, Sam Jones iniziò da bambino a suonare la batteria per passare poi per breve tempo alla chitarra. Fu l'ascolto di un disco di Oscar Pettiford che lo convinse a dedicarsi al contrabbasso, strumento che imparò a padroneggiare suonando in gruppi jazz in giro per la Florida negli anni quaranta.
Dopo aver militato negli Honeydrippers con Ray Charles, ebbe successivamente esperienze musicali con Julian Cannonball Adderley; si unì poi al sassofonista Paul Williams – con cui debuttò in sala di incisione – e infine, dal 1953 al 1955, si esibì con il vocalist Tiny Bradshaw per poi trasferirsi nel 1955 a New York. Qui ebbe l'opportunità di conoscere l'ampia comunità di jazzisti, e dal 1957 fu il contrabbassista dei nomi più noti del periodo. In quell'anno suonò con Stan Getz, nel 1958 si unì a Chet Baker e a Kenny Burrell e iniziò la collaborazione con Dizzy Gillespie, lasciato il quale raggiunse Thelonious Monk.
Al 1958 risale una delle registrazioni più significative di Adderley, l'album Somethin’ Else, che vide Jones accanto a Miles Davis, Art Blakey e Hank Jones. A fine dicembre dello stesso anno, Jones registrò Everybody Digs Bill Evans a fianco del pianista e di Philly Joe Jones alla batteria, e l'anno successivo fece parte del trio che incise Red in Bluesville, con Red Garland e Art Taylor.
Dopo aver spaziato in diverse formazioni, nel 1959 Sam Jones divenne membro permanente, fino al 1966, del gruppo di Julian Adderley, in coppia con Louis Hayes alla sezione ritmica. Nel 1960 esordì come leader nell'album The Soul Society, nel quale suonò anche il violoncello. Fu poi al fianco di musicisti di calibro: Freddie Hubbard, Wes Montgomery, Blue Mitchell e Wynton Kelly.
Il 1966 vide l'inizio della sua collaborazione stabile con il trio di Oscar Peterson, nel quale prese il posto di Ray Brown e dove rimase fino al 1970. In quell'anno, Jones collaborò con Dexter Gordon e l'anno successivo con James Moody e di nuovo con Red Garland. Dal 1972 e per tre anni fece parte del trio composto anche da Cedar Walton e Billy Higgins, e poi trascorse diverso tempo in Europa a metà degli anni settanta. Alla fine del decennio suonò a Tokyo insieme a Jackie McLean e Art Farmer. Something New è la registrazione del 1979 in cui Sam Jones suonò in una big band di dodici elementi, e nel febbraio del 1981 andò in sala di incisione con il New York Jazz Quartet
Sofferente per un tumore ai polmoni che gli impedì negli ultimi mesi un ruolo attivo, si spense a New York il 15 dicembre 1981.

## Discografia
- 1960 – The Soul Society
- 1961 – The Chant
- 1962 – Down Home
- 1975 – Seven Minds
- 1976 – Cello Again
- 1977 – Something in Common
- 1977 – Changes & Things
- 1978 – Visitation
- 1979 – The Bassist
- 1979 – Something New[3]